# Комишуваха (Волноваський район)
Комишува́ха — селище Комарської сільської громади Волноваського району Донецької області, Україна.

## Загальні відомості
Село розташоване на лівому березі р. Ворона. Відстань до Великої Новосілки становить близько 28 км і проходить автошляхом місцевого значення. Селом течуть балки Балка Капустяна та Балка Тернівка.
Землі села межують із територією с. Тернове Синельниківського району Дніпропетровської області.

## Населення
За даними перепису 2001 року населення селища становило 188 осіб, із них 91,49 % зазначили рідною мову українську, 7,98 % — російську та 0,53 % — вірменську мову.